# Puzzle Series

Puzzle Series est une série de jeux vidéo de réflexion créé par Hudson Soft.

## Titres

### Nintendo DS
- Vol. 1: JIGSAWPUZZLE, sorti le 23 mars 2006 au Japon[1]
- Vol. 2: CROSSWORD, sorti le 23 mars 2006 au Japon[1]
- Vol. 3: SUDOKU, sorti le 23 mars 2006 au Japon[1], puis sorti sous le titre Sudoku Gridmaster en Amérique du Nord et Sudoku Master en Europe
- Vol. 4: KAKURO, sorti le 10 août 2006 au Japon[2]
- Vol. 5: SLITHERLINK, sorti le 16 novembre 2006 au Japon[3]
- Vol. 6: ILLUST LOGIC, sorti le 16 novembre 2006 au Japon[3]
- Vol. 7: CROSSWORD 2, sorti le 16 novembre 2006 au Japon[3]
- Vol. 8: NANKURO, sorti le 14 décembre 2006[4]
- Vol. 9: SUDOKU 2 Deluxe, sorti le 21 décembre 2006[5]
- Vol. 10: HITORI, sorti le 8 mars 2007 au Japon[6]
- Vol. 11: NURIKABE, sorti le 8 mars 2007 au Japon[6]
- Vol. 12: AKARI, sorti le 8 mars 2007 au Japon[6]
- Vol. 13: KANJI PUZZLE, sorti le 29 mars 2007 au Japon[7]
- Illustlogic DS + Colorful Logic, sorti le 25 octobre 2007 au Japon[8]
- Crossword DS + Sekai 1-Shuu Cross, sorti le 25 octobre 2007 au Japon[8]
- Jigsawpuzzle DS: DS de Meguru Sekai Isan no Tabi, sorti le 6 mars 2008 au Japon
- Sudoku DS: Nikoli no Sudoku Ketteiban, sorti le 29 mai 2008 au Japon[9]

Série Jigsawpuzzle
- Jigsawpuzzle: Weekly Puppies Calendar Collection (ジグソーパズルこいぬめくり編 Jigsawpuzzle: Koinu Mekuri Hen) et Jigsawpuzzle: Weekly Kits Calendar Collection (ジグソーパズルこねこめくり編 Jigsawpuzzle: Koneko Mekuri Hen) sortis le 3 août 2006 au Japon[10], basé sur la gamme de calendriers Mekuri de la société Comin[11]
- Jigsawpuzzle: Oden-kun (ジグソーパズル おでんくん), sorti le 26 octobre 2006[12] et Jigsawpuzzle: Oden-kun 2 (ジグソーパズル おでんくん), sorti le 29 mars 2007 au Japon[13]) basé sur las série de livres illustrés Les Aventures d'Oden-kun de l'auteur-illustrateur Lily Franky

#### DSiWare
- Sudoku 50! (Sudoku Student en Amérique du Nord), adapté de Sudoku DS: Nikoli no Sudoku Ketteiban, sorti le 18 mars 2009 au Japon[14] et le 26 juin 2009 en Europe[15]
- Sudoku 150! (Sudoku Master en Amérique du Nord), adapté de Sudoku DS: Nikoli no Sudoku Ketteiban, sorti le 18 mars 2009 au Japon[14] et le 29 juin 2009 en Amérique du Nord[16]
- Illustlogic, adapté de Illustlogic DS + Colorful Logic, sorti le 15 avril 2009 au Japon[14]
- Illustlogic + Nihon no Mukashi Banashi, adapté de Illustlogic DS + Colorful Logic, sorti le 30 septembre 2009 au Japon[14]
- Sudoku Sensei, adapté de Sudoku DS: Nikoli no Sudoku Ketteiban, sorti le 15 janvier 2010[15]

### Wii
- Vol. 1: SUDOKU, sorti le 21 mars 2007 au Japon[17]
- Vol. 2: Illustlogic + Colorful Logic, sorti le 10 juillet 2008 au Japon[18].

Série Jigsawpuzzle
- Jigsawpuzzle: Kyo no Wanko (ジグソーパズル きょうのわんこ, littéralement « le chien du jour », sorti le 26 juillet 2007 au Japon[19], basé sur le segment Kyo no Wanko de l'émission télé matinale Mezamashi TV

### Nintendo 3DS
- Sudoku to 3-Tsu no Puzzle: Nikoli no Puzzle Variety (数独と3つのパズル～ニコリのパズルバラエティ～ Sudoku and 3 Puzzles: Nikoli Puzzle Variety), sorti le 2 juin 2011 au Japon, le 9 juin en Europe sous le titre Sudoku: The Puzzle Game Collection et le 25 octobre en Amérique du Nord sous le titre Nikoli's Pencil Puzzle